# Hendrik Jan Louwes
Hendrik Jan Louwes (Ulrum, 3 februari 1921 – Vierhuizen, 2 juni 1999) was een Nederlands bestuurder en politicus voor de Volkspartij voor Vrijheid en Democratie (VVD).

## Levensloop
Hendrik Louwes werd geboren als een zoon van Herman Derk Louwes en Sietje Spiets. Na de Rijks Hogere Burgerschool te Groningen studeerde hij Nederlandse landbouw aan de Landbouwhogeschool Wageningen en landbouwkunde aan de Universiteit van Illinois. Hij begon zijn carrière als medewerker bij het Landbouwkundig Economisch Instituut. Daarna was hij inspecteur en plaatsvervangend hoofd van de sociaal en economische afdeling. Vanaf 1955 functioneerde hij als landbouwer te Ulrum. Tevens was hij vicevoorzitter van de raad van bestuur van de Suiker Unie. Van 5 juni 1963 tot 1 september 1979 was hij lid van de Eerste Kamer der Staten-Generaal en van 17 juli 1979 tot 24 juli 1989 was hij lid van het Europees Parlement.
Louwes trouwde met Ada Westerhuis en samen hadden ze twee kinderen.

## Partijpolitieke functie
- Vicefractievoorzitter van de VVD in de Eerste Kamer der Staten-Generaal

## Nevenfuncties
- Lid van het bestuur van Waterschap Westpolder
- Voorzitter van de Nederlandse Vereniging voor Waterland en Ruimte
- Voorzitter van de commissie Zuiderzeepolders van het Landbouwschap

## Ridderorden
- Ridder in de Orde van de Nederlandse Leeuw, 27 april 1973
- Commandeur in de Orde van Oranje-Nassau, 29 april 1988

## Publicaties
- Artikelen over landbouw-economische onderwerpen in het "Landbouwkundig tijdschrift", van 1948 tot 1954

- Biografisch Portaal: 93893794
- Parlement.com: vg09ll30a3x2